# Поперечненська сільська рада
| Поперечненська сільська рада — орган місцевого самоврядування у Павлоградському районі Дніпропетровської області з адміністративним центром у с. Поперечне. Сільській раді підпорядковані населені пункти: - с. Поперечне - с. Новомиколаївське - с. Свідівок - с. Степ |

## Склад ради
Рада складається з 12 депутатів та голови.

## Керівний склад сільської ради
| ПІБ                   | Основні відомості                                                                     | Дата обрання | Дата звільнення |
| --------------------- | ------------------------------------------------------------------------------------- | ------------ | --------------- |
| Чупікова Марія Яківна | Сільський голова, 1954 року народження, освіта, позапартійна                          | 26.03.2006   | 31.10.2010      |
| Чупікова Марія Яківна | Сільський голова, 1954 року народження, освіта середня загальна, член Партії регіонів | 31.10.2010   |                 |

Примітка: таблиця складена за даними джерела